# Бату (острова)
Бату (индон. Kepulauan Batu) — небольшой архипелаг в Индийском океане.
Острова Бату расположены западнее Суматры между островами Ниас и Ментавай, административно относятся к провинции Северная Суматра. На индонезийском и малайском языках название переводится как «камень» или «скала».

## География
В архипелаге 48 островов, занимающих территорию около 16,5 тыс. км², из них суша — всего 1154 км². Экватор пересекает архипелаг на севере острова Танахмаса.
Площадь 1125 км² из 1154 км² занимают три крупных острова: Пини, Танахмаса и Танахбала.
- Танахбала — 467,6 км². Высота над уровнем моря — 302 м.
- Танахмаса — 344,3 км² и 204 м.
- Пини — 312,7 км² и 82 м.

## Население
На островах проживает около 10,5 тысяч жителей. Коренное население родственно населению Ниаса.